# شهرستان کتچنروفسکی
شهرستان کتچنروفسکی (به لاتین: Ketchenerovsky District) یک شهرستان در روسیه است که در قالمیقستان واقع شده‌است.